# Haus Teck

Wappen des Herzogs von Teck

Die herzogliche Familie von Teck, später Cambridge, war eine Nebenlinie des Hauses Württemberg, die in die britische Königsdynastie der Hannoveraner einheiratete und später mit Königin Mary auch eine britische Queen Consort stellte.

## Geschichte

Herzogin Mary Adelaide von Teck, geb. Prinzessin von Cambridge (aus dem britischen Königshaus Hannover), Mutter der Queen Mary

Die Linie geht zurück auf Franz von Hohenstein, unebenbürtiger Sohn des Prinzen Alexander von Württemberg und dessen morganatischer Gemahlin Claudine Rhédey von Kis-Rhéde. Franz wurde 1863 zum Fürsten und 1871 zum Herzog von Teck erhoben; ein Titel, der sich seit dem Spätmittelalter im Besitz des Hauses Württemberg befand, welches das mittelalterliche Haus Teck beerbt hatte, eine 1495 erloschene Seitenlinie der Zähringer.
Durch die Heirat mit der britischen Prinzessin Mary Adelaide, der Tochter des Adolphus Frederick, 1. Duke of Cambridge und Enkelin von König Georg III., gelang es Franz, trotz seiner nicht standesgemäßen Herkunft in den Hochadel aufzusteigen.
Kinder des Herzogspaares waren Victoria Mary, die später als Ehefrau von Georg V. Königin wurde, sowie deren jüngere Brüder Adolphus, nach dem Tod seines Vaters 1900 Herzog von Teck, Francis und Alexander.
Während des Ersten Weltkrieges stellten sich die Familienangehörigen auf die Seite Großbritanniens. Nachdem die britische Königsfamilie ihre deutschen Titel abgelegt und 1917 ihren Namen in Windsor geändert hatte, waren auch die Teck verpflichtet, ihnen dies nachzutun: Aus Teck wurde Cambridge. Adolphus erhielt darüber hinaus den Peer-Titel Marquess of Cambridge, sein Bruder Alexander wurde Earl of Athlone. Der abgelegte deutsche Titel Herzog von Teck wurde dann endgültig 1919 durch die Weimarer Republik abgeschafft.
1981 starb mit dem zweiten Marquess of Cambridge das letzte männliche Familienmitglied; die Familie starb daher 1999 mit dessen Tochter Mary in der Stammlinie aus.

## Stammliste

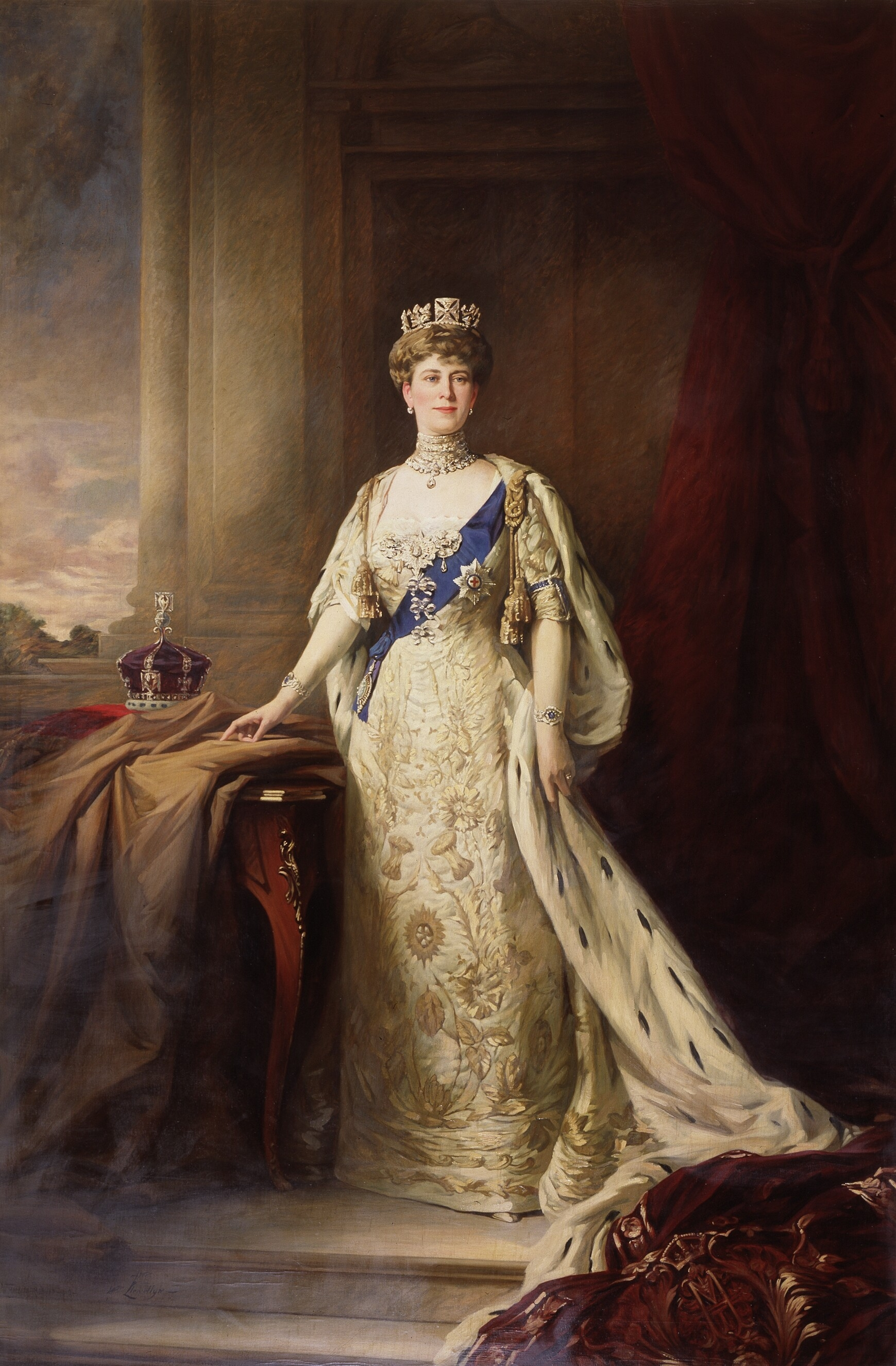
Queen Mary von Großbritannien, geb. Prinzessin von Teck (1867–1953)

1. Franz, Herzog von Teck, geb. Graf von Hohenstein (1837–1900) ⚭ Mary Adelaide von Cambridge (1833–1897)
  1. Victoria Mary von Teck (1867–1953) ⚭ König Georg V. – Nachkommen
  2. Adolphus, Herzog von Teck, später Adolphus Cambridge, 1. Marquess of Cambridge (1868–1927) ⚭ Margaret Grosvenor, Tochter des 1. Duke of Westminster
    1. George von Teck, später George Cambridge, 2. Marquess of Cambridge (1895–1981) ⚭ Dorothy Westenra Hastings, Enkelin des 13. Earl of Huntingdon
      1. Mary Cambridge (1924–1999) ⚭ Peter Whitley, Sohn des Sir Norman Whitley – Nachkommen

    2. Victoria Constance Mary von Teck, später Cambridge (1897–1987) ⚭ Henry Somerset, 10. Duke of Beaufort
    3. Helena Frances Augusta von Teck, später Cambridge (1899–1969) ⚭ Colonel John Evelyn Gibbs
    4. Frederick Charles Edward von Teck, später Cambridge (1907–1940, gefallen)

  3. Francis (Franz) von Teck (1870–1910) – uneheliche Nachkommen?
  4. Alexander von Teck, später Alexander Cambridge, 1. Earl of Athlone (1874–1957) ⚭  Alice von Albany, Tochter von Leopold, 1. Duke of Albany
    1. May von Teck, später Cambridge (1906–1994) ⚭ Sir Henry Abel Smith  – Nachkommen
    2. Rupert von Teck, später Rupert Cambridge, Viscount Trematon (1907–1928)
    3. Maurice von Teck (*/† 1910)